# Новорепинский район
Новорепинский райо́н — административно-территориальная единица в Саратовской области, существовавшая в 1935—1960 годах. Административный центр — с. Новорепное.

## История
Район образован 18 января 1935 года в составе Саратовского края (с 1936 года — в Саратовской области).
Согласно административной карте Саратовской области 1956 года район объединял населённые пункты Новорепное, Осинов Гай, Верхний Узень, Зерновой, Золотуха, Орлов Гай, 2-я Пятилетка, Чертанла. Согласно административной карте Саратовской области 1939 года в состав района также входили не обозначенные на административной карте 1956 года населённые пункты: Трудовое, Ягодный, Бедняк, Беленький, Мавринка, Михайловка, Новая Берёзовка, фермы № 1 и № 2 совхоза "2-я Пятилетка".
19 мая 1960 года район был упразднён. Населённые пункты, входившие в состав района, в настоящее время входят в состав Ершовского, Дергачёвского и Новоузенского районов Саратовской области.

## Население
Динамика численности населения по годам:
| 1939   | 1959  |
| ------ | ----- |
| 13 517 | 9 544 |

### Национальный состав
| № | Национальность | 1939 год        |
| - | -------------- | --------------- |
| 1 | Русские        | 10 605 (78,4 %) |
| 2 | Татары         | 1 184 (8,8 %)   |
| 3 | Казахи         | 935 (6,9 %)     |
| 4 | Украинцы       | 685 (5,1 %)     |
| 5 | Другие         | 105             |
| 6 | Не указали     | 3               |
| 7 | Всего          | 13 517          |